# Objetivismo ético
El objetivismo ético u objetivismo moral es un punto de vista según el cual los objetos más básicos de la ética o moral (que pueden ser valores, obligaciones, deberes, recomendaciones, derechos, etc.) existen realmente, o que los hechos acerca de éstos se dan de forma objetiva, de tal modo que los enunciados éticos constituidos por las mismas palabras y considerados por personas distintas afirman los mismos hechos (y de este modo no afectan meramente a los sentimientos del hablante).
Decir que un hecho es objetivo, o que algo tiene una existencia objetiva, equivale por lo general a decir que el hecho de darse, o su existencia, no es derivativo del hecho de que se piense que existe. (En la terminología escolástica aún vigente en el siglo XVII, el término «objetivo» tiene un significado aproximadamente contrario a tener el status de algo que es solamente un objeto del pensamiento.)
En contraste con esto, un hecho, o la existencia de una cosa, es subjetivo si se da, o existe, en el sentido tan sólo de ser pensado como algo que se da o existe, o como algo que es un postulado conveniente para el hombre desde un punto de vista práctico. 
Un hecho se da, o un objeto existe, de forma intersubjetiva si su reconocimiento está de algún modo ligado a todos los sujetos pensantes (o a todos los sujetos en un cierto grupo), aunque ello no se dé o exista de forma independiente al hecho de pensar acerca de ello.
Algunos pensadores opinan que la intersubjetividad es todo lo que propiamente se puede pretender significar cuando se habla de objetividad. El objetivismo puede ser de tipo naturalista o no naturalista. 
- El objetivismo naturalista cree que los valores, deberes, etc., son fenómenos naturales detectables mediante introspección, percepción e inferencia científica. De este modo, los valores pueden ser identificados con ciertas cualidades empíricas de la experiencia (de cualquiera) o los deberes con ciertos hechos empíricos acerca de los efectos de una acción, por ejemplo, como promover una dificultosa cohesión social.
- El objetivismo no naturalista (que intenta evitar lo que Moore denomina la falacia naturalista) cree que los valores u obligaciones (o cualesquiera otros ítems que sean considerados como los más básicos en la ética) existen independientemente de cualquier creencia acerca de ellos, aunque su existencia no dependa de cualquier hecho ordinario detectable de los anteriores modos, sino que pueda ser revelada a la intuición ética como algo que está en una relación necesaria (aunque no analítica) con los fenómenos naturales.

El «Subjetivismo ético» se refiere, por lo general, a aquella doctrina por la cual los enunciados éticos son simples reflejos de los sentimientos del hablante (aunque de un modo un tanto confundente, estos enunciados pueden ser objetivamente verdaderos o falsos). Tal vez habría que interpretarla como la doctrina que afirma que nada es bueno o malo, sino que es el pensamiento lo que le atribuye ese status.
Las teorías actitudinales de la moral, para las cuales estos enunciados expresan, más que reflejan, los sentimientos del hablante, son denominadas también, con independencia de las objeciones de sus proponentes, subjetivismo. En un uso más popular, un asunto objetivo es uno en el que cabe esperar que todas las personas razonables se muestren de acuerdo, mientras que un asunto es subjetivo si es posible aceptar varias opiniones alternativas como igualmente razonables. Lo que es subjetivo en este sentido puede ser muy bien objetivo en el sentido filosófico discutido más arriba.